# Красний Бор (Каргапольський район)
Кра́сний Бор (рос. Красный Бор) — селище у складі Каргапольського району Курганської області, Росія. Входить до складу Вяткінської сільської ради.
Населення — 11 осіб (2010, 39 у 2002).
Національний склад населення станом на 2002 рік: росіяни — 95 %.
Селище було засноване 1649 року кінним козаком Тобольського розряду Давидом Андрієвим. В результаті пожежі 4 травня 2019 року згоріли 2 приватних будинки.